# Террі Кларк
Террі Лін Созон, сценічне ім'я Террі Кларк (англ. Terri Lynn Sauson; нар. 5 серпня 1968, Монреаль, Квебек, Канада) — канадська кантрі-співачка, авторка пісень та авторка-виконавиця. Набула слави як у Канаді, так і в США. У 1995 підписала контракт із музичним лейблом Mercury Records і того ж року випустила свій дебютний студійний альбом «Terri Clark».

## Життєпис
Террі Лін Созон народилася 5 серпня 1968 у канадському місті Монреаль провінції Квебек. Її бабуся та дідусь обоє були кантрі-музикантами і познайомили її із такими виконавцями, як Джордж Джонс та Джонні Кеш.

## Особисте життя
У 1991 Террі Кларк одружилася із скрипалем Тедом Стівенсоном. Подружжя розлучилося у 1996. Через дев'ять років, 17 вересня 2005 Кларк одружилася із своїм менеджером турів Грегом Кацором. 16 лютого 2007 Кларк та Кацор подали на розлучення.

## Дискографія
- 1995: Terri Clark
- 1996: Just the Same
- 1998: How I Feel
- 2000: Fearless
- 2003: Pain to Kill
- 2005: Life Goes On
- 2009: The Long Way Home
- 2011: Roots and Wings
- 2012: Classic
- 2014: Some Songs
- 2018: Raising the Bar